# Aéroport de Saint-Augustin
L'aéroport de Saint-Augustin est un aéroport situé au Québec, au Canada.